# Буш-хаус
Буш-га́уз (англ. Bush House) — будівля в центрі Лондона між вулицями Стренд і Олдвіч, на південному кінці вулиці Кінгсвей. Велику частину будівлі (чотири з п'яти крил) займала Всесвітня служба BBC.

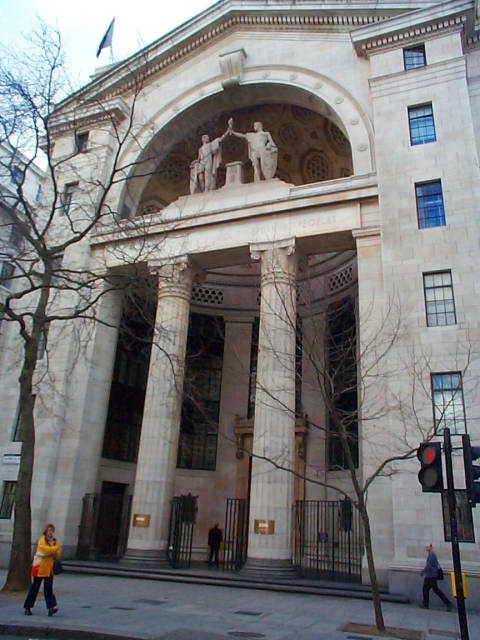
Портик будівлі

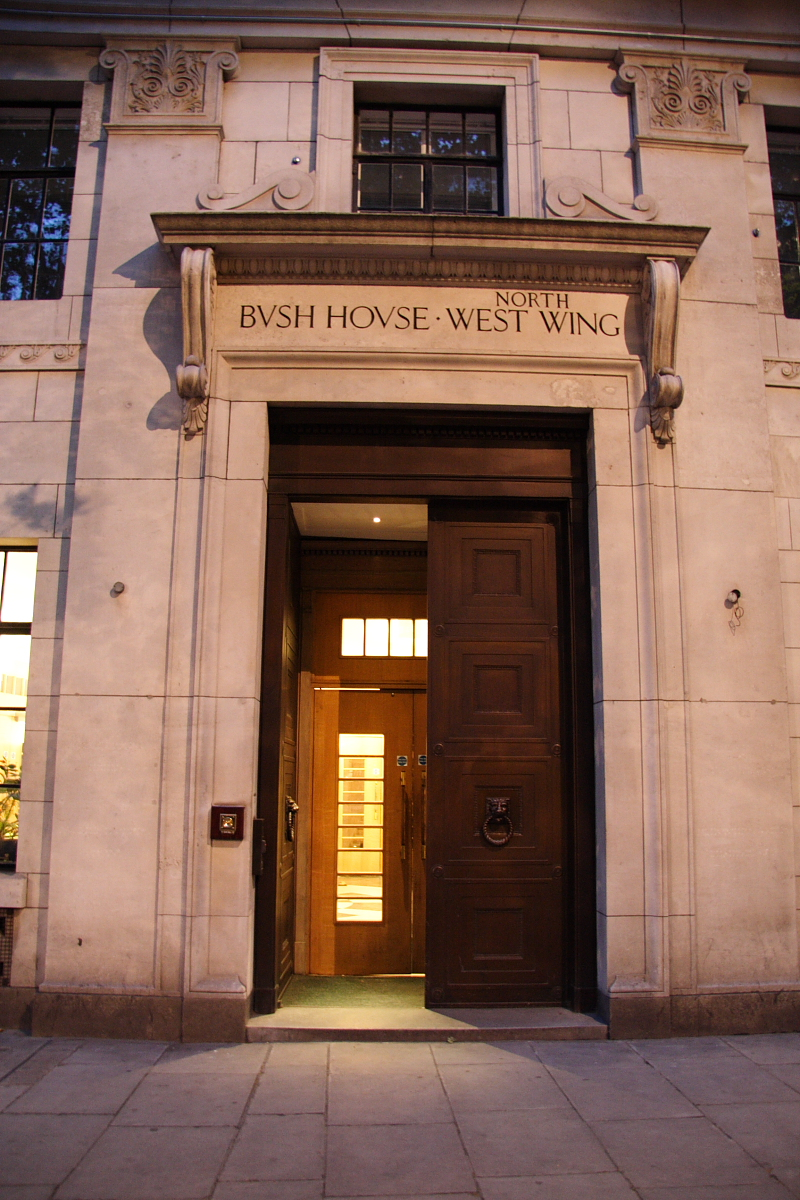
Північно-західне крило

Будівля будувалася і перебудовувалася протягом багатьох років. Різні її частини вводилися в експлуатацію протягом 13 років:
- 1923 — центральна частина будівлі
- 1928 — північно-західне крило
- 1929 — північно-східне крило
- 1930 — південно-східне крило
- 1935 — південно-західне крило

Ця будівля, що стала знаковою для Лондона, було задумано, спроектовано і побудовано американцями і американськими компаніями. Ірвін Т. Буш (який не є родичем 41-го і 43-го президента США) отримав схвалення своїм планам будівництва великого нового торгового центру в 1919 р. Архітектор будівлі — американець Гарві Вайлі Корбетт (Harvey Wiley Corbett). Будівля була побудована американською фірмою John Mowlem & Co.
Церемонія відкриття будівлі лордом Бальфуром відбулася 4 липня 1925 року — в день незалежності США. Під час урочистої церемонії були відкриті для загального огляду дві статуї роботи американського скульптора Малвіни Хоффман (Malvina Hoffman) на фасаді будівлі, що символізують англо-американську дружбу. На будівлі містилася напис «Dedicated to the friendship of English-speaking peoples» — «Присвячується дружбу англомовних народів». Побудоване з портлендского каменю будівля Буш-гауза в 1929 році було оголошено як найдорожчий будинок у світі, оцінене в £ 2,000,000 ($ 10,000,000).
Після пошкодження будівлі Європейської служби BBC під час бомбардування 8 грудня 1940 ця служба переїхала в південно-західне крило будівлі. Пізніше в 1958 р. інші служби міжнародного мовлення BBC переїхали в іншу частину будинку.
Станом на 2018 рік власником будівлі є японська компанія Като кагаку. Компанія БіБіСі орендувала його до 2012 р., після цього BBC перевела Всесвітню службу в Будинок Радіомовлення (англ. Broadcasting House).